# ارمند
ارمند، مرکز دهستان ارمند در بخش ارمند شهرستان خانمیرزا در استان چهارمحال و بختیاری است. مردم این این روستا به گویش بختیاری سخن می‌کنند.

## جمعیت
بر پایه سرشماری عمومی نفوس و مسکن در سال ۱۴۰۰، جمعیت این روستا برابر با ۹۲۳۶  نفر (۹۶۳ خانوار) بوده‌است.